# ماساتادا ایشیی
ماساتادا ایشیی (انگلیسی: Masatada Ishii؛ زادهٔ ۱ فوریهٔ ۱۹۶۷) بازیکن فوتبال اهل ژاپن است. وی هم اکنون سرمربی تیم ملی فوتبال تایلند می باشد.
از باشگاه‌هایی که در آن بازی کرده‌است می‌توان به باشگاه فوتبال کاشیما آنتلرز و باشگاه فوتبال آویسپا فوکوئوکا اشاره کرد.